# Времівська волость
Времівська волость — історична адміністративно-територіальна одиниця Маріупольського повіту Катеринославської губернії із центром у селі Времівка.
Станом на 1886 рік складалася з 4 поселень, 4 сільських громад. Населення — 2746 осіб (1447 чоловічої статі та 1299 — жіночої), 302 дворових господарства.
|                     | Площа, десятин | У тому числі орної, десятин |
| ------------------- | -------------- | --------------------------- |
| Сільських громад    | 2273           | 1997                        |
| Приватної власності | 14317          | 4839                        |
| Казенної власності  | —              | —                           |
| Іншої власності     | —              | —                           |
| Загалом             | 16590          | 6236                        |

Поселення волості:
- Времівка — колишнє власницьке село при річці Мокрі Яли за 110 верст від повітового міста, 329 осіб, 47 дворів, школа. За 6 верст — цегельний завод.
- Софіївка — колишнє власницьке село при річці Мокрі Яли, 567 осіб, 81 двір.

За даними на 1908 рік у волості налічувалось 7 поселень, загальне населення — 3601 особа (1851 чоловічої статі та 1850 — жіночої), 506 дворових господарств.